# Stammliste des Adelsgeschlechts Praunheim
Die Herren von Praunheim waren ein Ritter- und Ministerialengeschlecht, das seinen Stammsitz im heutigen Frankfurt-Praunheim hatte, aber auch darüber hinaus begütert war.

## Bedeutung
Es ist seit dem 12. Jahrhundert nachweisbar. Sein Besitz wurde durch eine Erbtochter aus der Familie derer von Sachsenhausen erheblich erweitert, ohne dass dazu Details bekannt sind. In der Folge nannten sich eine Reihe von Mitgliedern der Familie von Praunheim-Sachsenhausen oder einfach nur von Sachsenhausen. Diese Mitglieder der Adelsfamilie von Praunheim sind nicht mit Mitgliedern des ursprünglichen Adelsgeschlechts derer von Sachsenhausen zu verwechseln.
Die Herren von Praunheim stellten eine Reihe von Reichsschultheißen der Stadt Frankfurt am Main.

## Stammliste

### Die Herren von Praunheim
1. Wolfram I. von Frankfurt (genannt 1189; † vor 1207), kaiserlicher Schultheiß von Frankfurt ⚭ 1.) Luitgard (vermutlich Tochter Kunos I. von Hagen-Münzenberg), 2.) Paulina (genannt 1195)
  1. Heinrich I. von Praunheim, aus erster Ehe, (genannt 1194–1223), Schultheiß von Frankfurt am Main 1216–1223 ⚭ Adelheid von Echzell, genannt 1222, 1254 als Witwe
    1. Wolfram II. von Praunheim, genannt ab 1243; † 1274, Schultheiß von Frankfurt am Main 1248–1263, 1269–1273 ⚭ Udelinde von Rödelheim, Begründer der Linie der Reichserbschultheißen
    2. Rudolf I. von Praunheim, erwähnt ab 1250; † 1273 ⚭ Richilde, Tochter des Heinrich Knoblauch, Begründer der Linie der Reichsschöffen
    3. Heinrich II. von Praunheim, * um 1200, genannt ab 1225; † 1256 ⚭ NN von Wolfskehlen, Begründer der Linie Praunheim-Wolfskehlen
    4. Reichwein I., genannt: 1230–1274
    5. Konrad, genannt: 1230–1251, Dekan des St. Bartholomäus-Stifts in Frankfurt am Main
    6. Helwig, genannt 1243–1258, († vor 1264) ⚭ 1255 Margarethe
    7. Gottschalk I. von Praunheim-Sachsenhausen, genannt: 1254, 1273 ⚭ NN
      1. Wolfram, früh verstorben
      2. Gottschalk II. Praunheim-Sachsenhausen, genannt: 1279–1292 ⚭ Gertrud, ohne Nachkommen

  2. Gertrud, aus erster Ehe (* vor 1195)
  3. Johannes von Praunheim, aus zweiter Ehe, 1207–1216 Schultheiß von Frankfurt am Main ⚭ Elisabeth von Hohenberg, in zweiter Ehe mit Kuno II. von Hagen-Münzenberg.

### Linie der Reichserbschultheißen
1. Wolfram II. von Praunheim, erwähnt ab 1250; † 1273 ⚭ Richilde, Tochter des Heinrich Knoblauch
  1. Heinrich III. von Praunheim, genannt ab 1266; † 1309, Schultheiß von Frankfurt am Main 1273–1307 ⚭ 1.) Hildegard, 2.) Gertrud von Frauenstein, Tochter des Siegfried von Frauenstein
    1. Reichwein, aus erster Ehe; † vor 1298
    2. Adelheid, aus zweiter Ehe
    3. Heinrich IV., aus zweiter Ehe, ab 1279 mehrfach Schultheiß von Frankfurt am Main; † vor 1309
      1. Wolfram IV. von Praunheim-Sachsenhausen, genannt: 1302–1320; † am 6. November unbekannten Jahres ⚭ Liutgard von Bommersheim; † am 20. Dezember unbekannten Jahres
        1. Johannes, früh verstorben
        2. N.N. ⚭ Ruprecht Schenck zu Schweinsberg, erwähnt 1308–1350[1]

      2. Rudolf II. von Praunheim-Sachsenhausen, genannt: 1323–1371; † am 26. Juli unbekannten Jahres, 1333–1342 Burggraf der Burg Friedberg, 1334–1341 Schultheiß von Frankfurt am Main ⚭ 1.) Klara von Hornau, 2.) Christine; † 1400.
        1. Wolfram V., aus erster Ehe, genannt: 1347–1380
        2. Gertrud, genannt ab 1344, als Witwe von 1377 bis 1383 ⚭ Heinrich von Kalamunt
        3. Eilcke, aus erster Ehe, genannt: 1372–1383 ⚭ Philipp von Montfort, genannt 1380–1388
        4. Elsa, aus erster Ehe, genannt ab 1348, Nonne in Kloster Retters, 1395 dort Äbtissin
        5. Jutta, aus erster Ehe, genannt zunächst ab 1348 als Nonne in Kloster Retters, 1361 als Witwe des Friedrich Vogt von Ursel
        6. Rudolf III. von Praunheim-Sachsenhausen, aus zweiter Ehe, genannt ab 1366; † 1413, 1376–1379 u. 1389–1408 Schultheiß von Frankfurt am Main ⚭ Irmel von Erligheim, Tochter des Heinrich von Erligheim
          1. Bingel von Praunheim-Sachsenhausen, genannt 1398 ⚭ Wenzel von Selbold
          2. Irmgard von Praunheim-Sachsenhausen, genannt 1398–1437 ⚭ 1415 Henne von Hochweisel; † 1430
          3. Friedrich II., „der Jüngere“, von Praunheim-Sachsenhausen, genannt 1405–1420; † vor 1422 ⚭ Else von Bellersheim, deren zweite Ehe das ist. Nach erneuter Witwenschaft heiratet sie in dritter Ehe Friedrich von Wesen.
            1. Irmel von Praunheim-Sachsenhausen ⚭ 1431 Wenzel von Cleen, genannt ab 1426; † 1473, 1445–1455 Schultheiß von Frankfurt am Main
            2. Elisabeth („Elschen“) von Praunheim-Sachsenhausen, ab 1431 Nonne im Kloster Engelthal

          4. Rudolf IV. von Praunheim-Sachsenhausen; † Anfang 1426
          5. Hermann von Praunheim-Sachsenhausen, genannt 1409, Kanoniker im Kloster Konradsdorf (?)
          6. Lampert von Praunheim-Sachsenhausen; † 1449, Abt der Reichsabtei St. Maximin in Trier
          7. Christine von Praunheim-Sachsenhausen ⚭ 1431 Emelrich von Ingelheim (auch: „von Ockenheim“)

        7. Wolf von Praunheim-Sachsenhausen, aus zweiter Ehe, genannt ab 1374; † 1410, Amtmann in Goldstein
        8. Gela, aus zweiter Ehe, genannt 1378–1388 ⚭ 1.) Rollo von Handschuhsheim, 2.) Wiprecht von Helmstadt
        9. Friedrich I. von Praunheim-Sachsenhausen, aus zweiter Ehe, genannt 1374–1414, 1382 Amtmann in Koblenz und kurtrierischer geheimer Rat ⚭ Sophia
          1. Rudolf V. von Praunheim-Sachsenhausen, genannt ab 1398; † 1409 ⚭ Gertrud von Cronberg, in zweiter Ehe mit Philipp von Frankenstein
          2. Anna von Praunheim-Sachsenhausen ⚭ Johann von Helffenstein, kurtrierischer Erbmarschall, die Ehe wurde geschieden.
          3. Christine von Praunheim-Sachsenhausen, genannt 1419–1433 ⚭ Friedrich Walpode von Ulmen

      3. Elisabeth; † vor 1304
      4. Kusa ⚭ 1323 Johann von Cleen, genannt 1323–1330
      5. Gertrud (?) ⚭ Ruprecht Schenck zu Schweinsberg, genannt 1308–1350

    4. Wolfram III., aus zweiter Ehe, genannt: 1302–1340, 1370 als Amtmann der Ronneburg ⚭ Rye, genannt: 1326/27

  2. Reichwein II., genannt: 1264, 1282, auch genannt: „von Carben“ ⚭ Gisela von Carben
    1. Konrad von Praunheim-Carben, genannt: 1275–1297, ohne Nachkommen
    2. Reichwein III. von Praunheim-Marienborn, genannt: 1290, ohne Nachkommen

  3. Hermann, genannt 1282, Dekan des Stifts St. Peter und Alexander in Aschaffenburg

### Linie der Reichsschöffen
1. Rudolf I. von Praunheim, erwähnt ab 1250; † 1273 ⚭ Richilde, Tochter des Heinrich Knoblauch
  1. Adelheid, genannt 1264 als noch minderjährig, 1268 Nonne in Kloster Thron
  2. Heinrich von Praunheim-Sachsenhausen, genannt 1264–1294 ⚭ Sophia
    1. Heinrich von Sachsenhausen, genannt 1291–1318, genannt „sapiens“ („der Weise“), ⚭ Sophia von Herdan
      1. Rudolf von Praunheim, genannt 1318–1340 ⚭ Rufenia, ohne Nachkommen
      2. Heile von Praunheim-Sachsenhausen, genannt: 1329–1343; † vor 1388 ⚭ N.N. Gramuser. Der Name seiner Frau, die vermutlich aus der Dieburger Schöffenfamilie Gramuser stammte, die dort seit 1253 nachgewiesen ist, ist nicht bekannt.[2]
        1. Heinrich von Praunheim, genannt „Gramuser“, genannt 1334–1368 ⚭ Stille, die 1394 als Witwe bezeichnet wird.
          1. Johannes von Praunheim, genannt „Gramuser“, genannt: 1364–1370, Zisterzienser im Kloster Langenselbold

        2. Konrad von Praunheim, genannt 1361–1372 ⚭ NN
          1. Konrad von Praunheim, genannt: 1375–1393
            1. NACHKOMMEN

          2. Henne von Praunheim-Klettenberg, genannt: 1385–1396; † vor 1406, Begründer der Linie Praunheim-Klettenberg
          3. Dietrich von Praunheim, genannt: 1391–1406 ⚭ NN von Hatsstein (?)
            1. Damian von Praunheim, genannt 1429, Domherr im Mainzer Domkapitel
            2. Epchen von Praunheim, genannt 1427, Domherr im Mainzer Domkapitel

    2. Konrad von Sachsenhausen, genannt 1291–1318, genannt „der Weise“, Begründer von Praunheim (jüngere Linie)

  3. Konrad von Praunheim-Sachsenhausen, genannt „der Gute“, genannt 1264 als noch minderjährig, dann 1268–1292 ⚭ Petrissa, als Witwe genannt 1307
    1. Konrad, früh verstorben

  4. Wolfram von Praunheim-Sachsenhausen, genannt 1264 als noch minderjährig, dann ab 1268; † vor 1317
    1. Gottschalk von Sachsenhausen, genannt 1317–1344 ⚭ Gudela, Witwe von Culmann von Frankfurt

### Linie Praunheim-Wolfskehlen
1. Heinrich II. von Praunheim, * um 1200, genannt ab 1225; † 1256 ⚭ NN von Wolfskehlen
  1. Gerlach von Praunheim, genannt 1290, Kleriker
  2. Gerhard von Praunheim-Wolfskehlen, genannt 1257–1278 ⚭ Domud von Cronberg
    1. Sohn, erwähnt 1276
    2. Emmerich I. von Praunheim-Wolfskehlen, genannt 1312–1321 ⚭ NN
      1. Emmerich II. von Praunheim, genannt ab 1345; † 1387, Burgmann zu Oppenheim, ohne Nachkommen, letzter des Familienzweigs
      2. Sytzel; † nach 1345 ⚭ Gernot von Rickenbach; † vor 1345
      3. Kasel, genannt 1345 ⚭ Tillmann von Nagheim
        1. Helferich von Nagheim, erbt 1387 den Besitz der Familie Praunheim-Wolfskehlen

    3. Walter
    4. Wilhelm ⚭ Ida

  3. Ermbrecht von Praunheim-Wolfskehlen, genannt 1256–1282 ⚭ Mechthild
    1. Erimbert von Praunheim-Wolfskehlen, genannt 1281–1307 ⚭ Gertrud

  4. Adelheid (genannt: 1273 als minderjährig) ⚭ Konrad von Godeloch, genannt: 1272–1274
  5. Gertrud ⚭ Theoderich Zenechin v. Praunheim-Bommersheim (1281–1304), Burggraf der Starkenburg

### Linie Praunheim-Klettenberg
1. Henne I. von Praunheim-Klettenberg, genannt: 1385–1396; † vor 1406 ⚭ Walburga, genannt 1396
  1. Henne II., genannt 1406–1450, 1. ⚭ N. von Rödelheim, 2. ⚭ Anna von Praunheim-Sachsenhausen (Tochter von Dammo II. von Praunheim-Sachsenhausen), erwähnt 1428–1461, alle Kinder aus dieser zweiten Ehe
    1. Henne III. von Praunheim-Klettenberg, erwähnt 1449 ⚭ Katharina von Hattstein, erwähnt 1452
    2. Luckel erwähnt 1456 ⚭ Henne von Hattstein, erwähnt 1436–1468; † vor 1473
      1. Henne IV. von Praunheim-Klettenberg, erwähnt bis 1474 ⚭ 1455 Anna Pfeffersack
        1. NACHKOMMEN, die Linie erlischt 1616

      2. Dammo V., erwähnt ab 1469; † 3. November 1483, Domherr und Scholaster im Mainzer Domkapitel

  2. Heinrich, genannt 1406
  3. Agnes, genannt 1406
  4. Lucke, genannt 1406
  5. Jutta, genannt 1406

### Praunheim (jüngere Linie)
1. Konrad von Sachsenhausen, genannt 1291–1318, genannt „der Weise“ ⚭ Kunigunde, Tochter von Markele Moers
  1. Rulo von Praunheim-Sachsenhausen, genannt: 1321–1356; † vor 1371, 1330 Schultheiß von Assenheim ⚭ Hildegard, genannt: 1355
    1. Dammo (Thomas) I. von Praunheim, genannt ab 1355; † vor 24. September 1396, Amtmann zu Bergen ⚭ 1.) Katharina, genannt 1371, 2.) Agnes von Cleen, erwähnt 1396–1407 als Witwe
      1. Rudolf, erwähnt 1398
      2. Dammo II. von Praunheim, genannt 1390–1429, 1401: Markmeister der Hohen Mark ⚭ Meckel
        1. Kuno, genannt 1428–1434 ⚭ Christine, erwähnt 1428
        2. Dammo III. von Praunheim, erwähnt 1428–1445; † vor 1451 ⚭ NN
          1. Dammo IV. von Praunheim, erwähnt ab 1451; † vor 1474 ⚭ Krig von Altheim[3]
            1. Konrad, erwähnt 1474–1481

          2. Heinrich, genannt Kecke, erwähnt 1451–1474
            1. Philipp, erwähnt 1481
            2. Johann, genannt Kecke, erwähnt 1481–1499
            3. Heinrich, genannt Kecke, erwähnt 1481–1499

        3. Johann, erwähnt 1428–1451, Amtmann des Amtes Windecken ⚭ NN
          1. Eppchen, erwähnt ab 1437; † 1469
            1. NACHKOMMEN

        4. Anna, erwähnt 1428–1461 ⚭ Henne II. von Praunheim-Klettenberg
          1. Nachkommen: siehe Linie Praunheim-Klettenberg

      3. Winter, genannt 1398, Geistlicher im Kloster Ilbenstadt

  2. Emmelrich von Sachsenhausen, genannt ab 1341; † 1357, Scholaster am Cyriakusstift in Neuhausen

## Weiter wissenswert
- Rosa von Praunheim gehört nicht zu dieser Familie.